# Gornji Ranković
Pour les articles homonymes, voir Ranković.
Gornji Ranković (en serbe cyrillique : Горњи Ранковић) est un village de Bosnie-Herzégovine. Il est situé dans la municipalité de Teslić et dans la république serbe de Bosnie. Selon les premiers résultats du recensement bosnien de 2013, il compte 874 habitants.

## Démographie

### Évolution historique de la population dans la localité
| 1948 | 1953 | 1961 | 1971  | 1981  | 1991  | 2013 |
| ---- | ---- | ---- | ----- | ----- | ----- | ---- |
| -    | -    | 995  | 1 098 | 1 316 | 1 249 | 874  |

|  |